# Нефтепровод (посёлок)
Нефтепро́вод — посёлок в Чановском районе Новосибирской области. Входит в состав Озеро-Карачинского сельсовета.

## Население
| 2002 | 2010 | 2011 | 2012 | 2013 | 2014 | 2015 |
| ---- | ---- | ---- | ---- | ---- | ---- | ---- |
| 0    | →0   | →0   | →0   | →0   | →0   | →0   |

## Инфраструктура
В посёлке по данным на 2007 год отсутствует социальная инфраструктура.